# Іванов Юрій Петрович (футболіст)
Юрій Петрович Іванов (нар. 30 січня 1960, Сталіно, УРСР) — радянський український футболіст, нападник.

## Життєпис
Вихованець футбольної школи СІ (Луганськ), перший тренер — В. Д. Добіжа. 1 липня 1978 року дебютував за «Зорю» (Ворошиловград) у чемпіонаті СРСР в домашній грі проти «Арарату» (1:0) — на 87-й хвилині замінив Юрія Колесникова. Влітку 1981 року перейшов у ЦСКА, за який зіграв два матчі в чемпіонаті — в поєдинках проти «Дніпра» і «Кубані» виходив за 15 хвилин до завершення матчу. У 1982 році грав у першій лізі за СКА Київ, у 1982-1984 роках — у другій лізі за «Колос» (Павлоград). У 1990 році виступав у чемпіонаті Сумської області за тростянецький «Автомобіліст» (4 матчі).